# Centaurea simonkaiana
Centaurea simonkaiana — вид квіткових рослин родини айстрових (Asteraceae). Ареал: Румунія.